# Споменик природе Рогот
Споменик природе Рогот је заштићено шумско подручје у Србији. Административно припада општини Баточина, а налази се на територији насељених места Баточине, Брзана и Доброводице. Простире се између реке Лепенице и Кијевског потока. Обухвата површину од 290,95 хектара. Шумски комплекс Рогот је познато излетиште и ловиште на пернату и високу дивљач.
Газдинска јединица Рогот у саставу је Шумадијског шумског подручја којим, као део Јавног предузећа Србијашуме, газдује Шумско газдинство Крагуејвац.

## Историја
Простор који је обухваћен границом заштите представља последње остатке некада широко распрострањених и моћних лужњакових шума југозападног дела Великог Поморавља. Ова ретка и јединствена шумска заједница храста лужњака Genisto elatae-Quercetum roboris заправо је вештачки подигнута састојина, настала крајем 30-их година 20. века. Након сече аутохтоне шуме за време Првог светског рата, ово подручје је тада поново пошумљено сетвом жира „под плуг“. Овакав начин сетве подразумева сетву у отворене бразде, која се примењивала на малим површинама сеоских газдинстава. Приликом сетве жира у отворену бразду, плугом се отварају редови у које се убацује семе. У ту сврху овде је коришћено семе храста лужњака, а касније је за пошумљавање појединих делова и мањих површина коришћен садни материјал пољског јасена (Fraxinus angustifolia Vahl), багрема (Robinia pseudoacacia L.), црног бора (Pinus nigra Arnold), црног ораха (Juglans nigra L.) и америчког јасена (Fraxinus americana L.).

### Лов у Роготу
У атару села Брзан, 13. октобра 1896. године почела је да се пише историја лова у Србији. У Роготу, који је тада био приватно власништво Милана Обреновића основан је Савез ловачких удружења Краљевине Србије (данас Ловачки савез Србије) и усвојена су Правила Савеза. У једном од својих првих аката, Управа Савеза тражи од удружења да се Представништву Савеза шаљу извештаји о уловљеној дивљачи. На оснивачкој скупштини се дискутовало о неопходности „Закона о ловству” и начина да га Народна Скупштина што пре усвоји.
Ловачко удружење Рогот је основано 1936. године. У овом крају су се ловиле разне животиње (вук, лисица, куна, дивља мачка, зец) и птице (јаребица, препелица, орао, јастреб, кобац).
Рогот је кроз историју било одлично место за одржавање разних течајева, па је тако Шумадијска пчеларска дружина одржала неколико течајева, а 1933. године и годишњу скупштину пчелара у Баточини. Кроз историју је био главно излетиште које су посећивала школска деца, а ту су одржавани и дечији кросови.

## Положај
Споменик природе Рогот налази се 15 km североисточно од Крагујевца, а на 3 km од Баточине, на раскршћу железничке пруге Лапово – Крагујевац и ауто-пута Београд – Ниш. Од аутопута је удаљен је око 1 km, а од тока Велике Мораве око 4 km. То је равничарско, густо насељено подручје. Шумски комплекс окружују насеља: Лапово, Брзан, Доброводица, Бадњевац, Прњавор, Жировница и Баточина.
Шумски комплекс налази се на надморској висини од 107 до 111 m.

## Заштита
Споменик природе Рогот заштићен је решењем из 1971. године. Ова вештачки подигнута састојина храста лужњака, укупне површине 339,14 ha, стављена је под заштиту ради очувања за подручје Републике Србије врло ретке шумске састојине, јединствене вештачки подигнуте културе храста лужњака, омогућавања развоја састојине, као и очувања станишта лужњака и укупног биодиверзитета заштићеног подручја. Данас овај Споменик природе ботаничког карактера захвата површину од 290,95 ha и административно припада општини Баточина.
На подручју Споменика природе установљен је режим заштите III степена, којим је утврђено „селективно и ограничено коришћење природних богатстава и контролисане интервенције и активности у простору, уколико су усклађене са функцијама заштићеног природног добра или су везане за наслеђене традиционалне облике обављања привредних делатности и становања, укључујући и туристичку изградњу”. Старање о Споменику природе поверено је Јавном предузећу Србијашуме, а управљање се остварује преко Шумског газдинства Крагујевац.
С обзиром да је цела састојина приближно исте старости, спроводи се превремено природно обнављање, помогнуто вештачким интервенцијама каква је подсејавање жира. Циљ ове мере је да се обнављање прошири на дужи временски период, са дугорочним циљем осигуравања трајности састојине, односно лужњакове шуме. У акцијама обнављања састојине често учествују планинарска, еколошка и друга грађанска удружења.

## Флора и фауна
Данас је шума по флористичком саставу претежно лишћарска, са процентуално малом заступљеношћу четинара. Већи део заштићене површине, 314,85 ha, је под културом храста лужњака (Quercus robur), са присуством стабала цера (Quercus cerris) и мањим групама стабла белог бора (Pinus silvestris) и багрема (Robinia pseudoacacia). Најчешће се као пратеће врсте јављају: вез (Ulmus effusa), пољски брест (Ulmus minor), бела топола (Populus alba), пољски јасен (Fraxinus angustifolia), граб (Carpinus betulus'), црвена калина (Viburnum opulus) и свиб (Cornus sanguinea).
Половином 20. века у Роготу су се гнездиле врсте птица које су данас веома ретке и угрожене на простору Србије. Пре свега се ту ради о орлу крсташу (Aquila heliaca), орлу кликташу (Aquila pomarina) и дугорепој сови (Strix uralensis). Данас на подручју Рогота ових врста нема, пре свега због урбанизације околног подручја и због уништавања природних станишта у околини, али га и данас насељавају неке заштићене врсте птица које су везане за шумска станишта и које су од значаја за заштиту с обзиром на угроженост њихових популација у Србији. Као такве треба издвојити осичара (Pernis apivorus), црну роду (Ciconia nigra), шумску сову (Strix aluco) и средњег детлића (Dendrocopos medius).

### Расадник шумских садница
Расадник Рогот послује у саставу ШУ „Крагујевац“. Налази се на надморској висини од 115 m, на благо нагнутом терену северозападне експозиције, на 2 km од аутопута. Укупна површина расадника износи 7 ha, од чега је 5 ha продуктивна површина. Расадник се бави производњом четинарских и лишћарских садница у обичним лејама.

## Туристички потенцијал
Споменик природе Рогот представља значајан туристички потенцијал Општине Баточина. Иако се наслања на варош, а кроз њу или у непосредној близини пролазе важне саобраћајнице (два ауто-пута и две пруге), сачувао је своју природност. Непосредна близина ауто-пута Београд-Ниш чини га врло приступачним. За посетиоце је уређен мали део око ловачког дома, у ком су постављене клупе за излетнике, љуљашке и клацкалице за децу. Како је место у непосредној близини града овде се организују разне манифестације: мото скупови, изложбе пасa, прављење гулаша и сличне. Осим тога посетилац у Роготу може посетити расадник шумских садница и објекте фазанерије (тренутно празне).
Од историјског значаја је и стара мензулана која се ту налази, саграђена 1858. године, у којој је 1896. основан Ловачки савез Србије. Код Рогота је у марту 1804. Карађорђе поразио војску дахије Кучук Алије. Кнез Милош је у овој шуми жирио своје свиње, млади Обреновићи ловили, љубитељи гљива трагали за тартуфима.

## Галерија
- Лево део Баточине, десно Рогот
- Споменик природе Рогот
- Парк у Роготу
- Парк у Роготу
- Парк у Роготу
- Ловачки дом